# Kungsholm (Lemland, Åland)
Kungsholm är en ö i Åland (Finland). Den ligger i Skärgårdshavet och i kommunen Lemland i landskapet Åland, i den sydvästra delen av landet. Ön ligger nära Mariehamn och omkring 270 kilometer väster om Helsingfors.
Öns area är 43,8 hektar och dess största längd är 1 kilometer i öst-västlig riktning. Ön höjer sig omkring 25 meter över havsytan.